# Cephalodella clara
Cephalodella clara is een raderdiertjessoort uit de familie Notommatidae. De wetenschappelijke naam van deze soort is voor het eerst geldig gepubliceerd in 1944 door Wulfert.